# Aquilaria rostrata
Aquilaria rostrata là một loài thực vật thuộc họ Thymelaeaceae. Đây là loài đặc hữu của Malaysia. Nó được IUCN xếp vào nhóm loài dễ tổn thương. Đôi khi nó được dùng làm agarwood, nhưng việc thu hoạch không bền vững do được xem là bị đe dọa và không được các nhóm bảo vệ môi trường khuyến khích.